# Nyckeln till framgång
Nyckeln till framgång (engelska: The Secret of My Success) är en amerikansk komedifilm från 1987 i regi av Herbert Ross, med Michael J. Fox, Helen Slater, Richard Jordan och Margaret Whitton i rollerna.

## Handling
Brantley Foster (Michael J. Fox) har just avlagt examen och flyttar från landsbygden i Kansas till New York för att jobba på en investmentbank, som dock går i konkurs på hans första arbetsdag. Brantley får sedan jobb som brevutdelare på företaget Pemrose Corporation som drivs av hans morbror Howard Prescott (Richard Jordan) och som han, med hjälp av Howards hustru Vera Pemrose (Margaret Whitton), lyckas ta över som styrelseledamot under identiteten Carlton Whitfield, bakom Howards rygg.

## Rollista
| Michael J. Fox     | – Brantley Foster/Carlton Whitfield |
| Helen Slater       | – Christy Wills                     |
| Richard Jordan     | – Howard Prescott                   |
| Margaret Whitton   | – Vera Pemrose Prescott             |
| Christopher Murney | – Barney Rattigan                   |
| John Pankow        | – Fred Melrose                      |
| Gerry Bamman       | – Art Thomas                        |
| Carol Ann Susi     | – Jean                              |
| Elizabeth Franz    | – Grace Foster                      |
| Drew Snyder        | – Burt Foster                       |
| Christopher Durang | – Davis                             |
| Fred Gwynne        | – Donald Davenport                  |
| Susan Kellermann   | – Maureen                           |
| Barton Heyman      | – Arnold Forbush                    |
| Mercedes Ruehl     | – Sheila                            |
| Ira Wheeler        | – Owens                             |